# Deep Fried Fanclub
Deep Fried Fanclub é uma coleção de lados B, versões alternativas e raridades da banda escocesa de rock alternativo Teenage Fanclub lançada em 1995 pelo selo Paperhouse/Fire Records. As músicas haviam sido gravadas entre 1989 e 1991, antes da partida da banda para os selos Creation Records e Geffen Records. O disco foi relançado em 2011.

## Faixas
| No. | Título                                                                           | Autor                      | Duração |  |
| 1.  | "Everything Flows" (Originalmente lançada como single)                           | Blake                      | 5:11    |  |
| 2.  | "Primary Education" (Lado B de Everything Flows)                                 | Blake                      | 2:46    |  |
| 3.  | "Speeeder" (Lado B de Everything Flows)                                          | Blake/McGinley             | 1:28    |  |
| 4.  | "Critical Mass (Original)" (versão diferente da lançada em A Catholic Education) | Blake                      | 3:04    |  |
| 5.  | "The Ballad of John and Yoko" (Originalmente lançada como single)                | Lennon/McCartney           | 3:03    |  |
| 6.  | "God Knows It's True" (Originalmente lançada como single)                        | Blake                      | 4:53    |  |
| 7.  | "Weedbreak" (Lado B de God Knows It's True)                                      | Blake/McGinley/Love/O'Hare | 2:34    |  |
| 8.  | "So Far Gone" (Lado B de God Knows It's True)                                    | Love                       | 3:17    |  |
| 9.  | "Ghetto Blaster" (Lado B de God Knows It's True)                                 | Blake/McGinley/Love/O'Hare | 1:49    |  |
| 10. | "Don't Cry No Tears" (Lado B de Everything Flows)                                | Young                      | 2:29    |  |
| 11. | "Free Again" (Originalmente lançada como single 1992)                            | Chilton                    | 2:13    |  |
| 12. | "Bad Seed" (B-Side taken from Free Again 1992)                                   | Beat Happening             | 2:04    |  |